# Гергюговард
Гергюговард (нід. Heerhugowaard) — місто в нідерландській провінції Північна Голландія, яке до початку 2022 року мало статус муніципалітету. Розташоване на північ від Амстердама. Загальна площа — 39,97 км², з яких 39,25 км² складає суша. Населення станом на 1 січня 2019 року складало 56 742 особи. Середня щільність населення — 1282,3 чол/км².
1 січня 2022 року Гергюговард об'єднався із громадою Лангедейк у нову громаду Дейк-ен-Вард.

## Історія
Близько 800 року територія сучасної громади була покрита торф'яним болотом. Через торфорозробки та штормові припливи в регіоні утворилося багато озер, в тому числі Гергюговард. Літератор Авраам Якоб ван дер Аа писав, що назва походить від лорда («Геер» голландською мовою) Гуго ван Ассенделфта, убитого західними фризами в цьому районі у 1296 році. Після двох штормів 1248 року Егмондське абатство, яке мало багато власності в цьому регіоні, побудувало ділянку дамби Схагердам у Схагені для захисту від моря. Вона стала частиною Західно-Фризької кружної дамби, яка захищала п'ятикутник Схаген—Алкмар—Медемблік—Енкгейзен—Горн.
Неконтрольоване розростання озера було попереджене. У 17 столітті приватні інвестори вирішили осушити його для створення сільськогосподарських угідь. У 1630 році польдер осушили, суша, загальною площею 39,0 км² (15,1 квадратних миль), була поділена між ініціаторами. Втім, якість нової землі була дуже невтішною. У 1674 році була навіть висунута пропозиція наповнити польдер водою, мотивуючи це тим, що район буде більш прибутковим для лову риби.
У 1950 році в польдері почалося будівництво житлових комплексів і виникло місто Гергюговард.
Важливою подією в новітній історії громади була несподівана перемога принцеси Маргарити на першому в історії фестивалі боулінгу Keegelfestival у 1961 році. Фестиваль проводився щорічно до 1984 року, коли боулінг-клуб-організатор оголосив про банкрутство через неефективне фінансове управління.

## Географія
Гергюговард є частиною провінції Північна Голландія і розташований на заході Нідерландів. Навколишня місцевість пласка, оскільки утворена великими польдерами. На північний захід від громади знаходиться місто Алкмар.

### Населені пункти
- Місто Гергюговард;
- Села: Брукгорн, Драй, Де Норд, Фейнгаузен і частково Ферлат;
- Невеликі селища без чіткого центру: Ет Краус, Фрік, Кабл, Паннекейт.

## Транспорт
Гергюговард, розташований на шляхах N242, N508 та N507, має добре сполучення з сусідніми регіонами. Існують автобусні маршрути між громадами Алкмар, Берген, Брук-оп-Лангедейк та селом Урсем. Працює система експрес-автобусів Interliner. Через залізничну станцію Гергюговард прямують поїзди з Горну до Ден-Гелдеру, а також проходять маршрути Алкмар—Амстердам—Неймеген та Алкмар—Гарлем—Гаага.

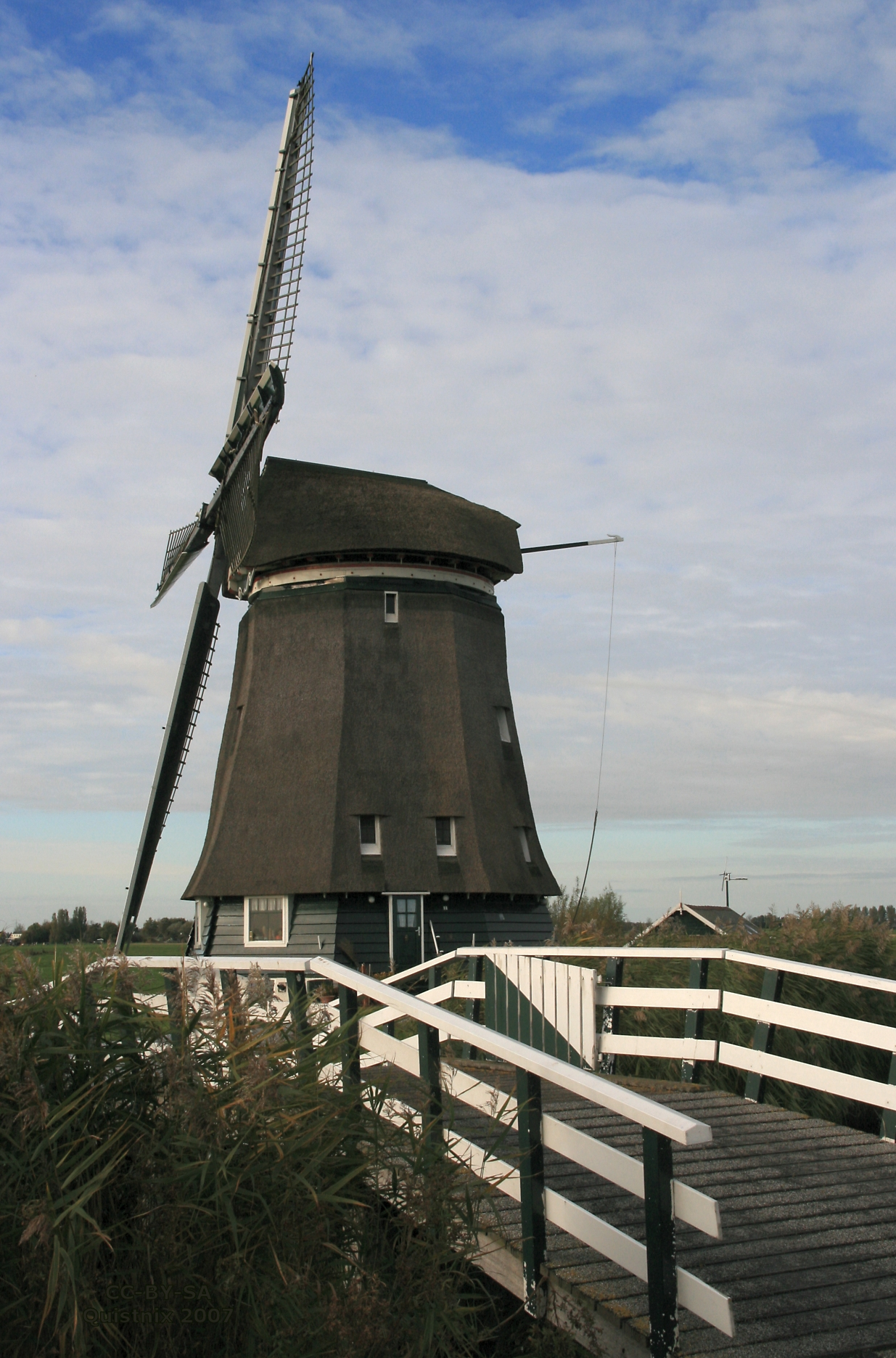
Вітряк у Фейнхаузені, збудований 1603 року

## Політика
| Розподіл місць у раді громаді          | Розподіл місць у раді громаді | Розподіл місць у раді громаді | Розподіл місць у раді громаді | Розподіл місць у раді громаді | Розподіл місць у раді громаді | Розподіл місць у раді громаді |
| -------------------------------------- | ----------------------------- | ----------------------------- | ----------------------------- | ----------------------------- | ----------------------------- | ----------------------------- |
| Партія                                 | 1998                          | 2002                          | 2006                          | 2010                          | 2014                          | 2018                          |
| Незалежна партія Гергюговарду          | 5                             | 4                             | 3                             | 5                             | 5                             | 7                             |
| Люди похилого віку ХХВ                 | -                             | -                             | -                             | -                             | 3                             | 5                             |
| Народна партія за свободу і демократію | 7                             | 5                             | 5                             | 5                             | 4                             | 5                             |
| ХДЗ                                    | 6                             | 5                             | 4                             | 3                             | 4                             | 4                             |
| Демократи 66                           | 2                             | 2                             | -                             | 2                             | 3                             | 3                             |
| Зелені ліві                            | -                             | 3                             | 2                             | 3                             | 1                             | 2                             |
| Стабільні Нідерланди                   | -                             | -                             | -                             | -                             | 1                             | 2                             |
| Партія праці                           | 6                             | 4                             | 7                             | 4                             | 3                             | 2                             |
| Християнський союз                     | -                             | 1                             | 1                             | 1                             | 1                             | 1                             |
| Соціалістична партія                   | -                             | -                             | -                             | -                             | 3                             | -                             |
| Громадянський інтерес                  | 1                             | 5                             | 7                             | 4*                            | 2*                            | -                             |
| Список Мар'ян Йонг'ян                  | -                             | -                             | -                             | -                             | 1*                            | -                             |
| Об'єднана партія людей похилого віку   | -                             | -                             | -                             | 2                             | -                             | -                             |
| Гордість Нідерландів                   | -                             | -                             | -                             | 1                             | -                             | -                             |
| Список Піта Карнаса                    | -                             | -                             | -                             | 1*                            | -                             | -                             |
| Всього                                 | 27                            | 29                            | 29                            | 31                            | 31                            | 31                            |

* = відокремилися від Громадянського інтересу

## Видатні мешканці
- Ян Петерс (нар. 1954) — нідерландський футболіст, що виступав за клуб «Неймеген», а також національну збірну Нідерландів.

## Місто-побратим
- Каліш, Польща (з 1992 року).